# Samsung Galaxy Y
Samsung Galaxy Y (S5360) — смартфон начального уровня от компании Samsung на мобильной операционной системе Android семейства Samsung Galaxy. Буква Y в названии происходит от слова Young. Samsung позиционирует смартфон для молодых активных людей, которые хотят быть всегда на связи. Доступен в разных цветовых решениях. Смартфон вышел на рынок во второй половине 2011 года и стал преемником бюджетных Android-смартфонов 2010 модельного года.

## Описание
Samsung Galaxy Y обладает обычным TFT-экраном с диагональю 3 дюйма (7,62 сантиметра) и QVGA-разрешением 240 х 320. Оперативная память в смартфоне в размере 290 мб, а встроенная — в размере 160 мб. Также присутствует слот для карт памяти microSD (поддерживаются карты памяти объёмом до 32 гигабайт). Камера одна — тыльная с матрицей 2 мегапикселя, 2-кратным цифровым зумом и возможностью панорамной съёмки, без вспышки и автофокуса. Смартфон обеспечивает поддержку беспроводной связи Bluetooth 3.0. Операционной системой является Android версии 2.3 с визуальным интерфейсом TouchWiz 3.0. Корпус — пластиковый в форм-факторе моноблок. Корпус смартфона доступен в разных цветовых решениях: чёрный, белый, серый, оранжевый и розовый.

## Технические характеристики
Общее:
- Тип устройства: смартфон/коммуникатор
- Операционная система: Android 2.3.6
- Поддерживаемые сети: GSM/GPRS/EDGE 850/900/1800/1900 МГц, UMTS/HSDPA 900/2100 МГц
- Форм-фактор: моноблок
- Размеры: 104,0 x 58,0×11,5 мм
- Вес: 97,5 г
- Питание: Li-Ion, 1200 мА·ч
- Разъемы: Micro USB, «Мини-джек» 3.5 мм
- Дата выпуска (анонс): 24.08.11

Экран:
- Тип экрана: цветной TFT
- Тип сенсора: ёмкостный
- Диагональ экрана: 3.0" дюйма (7.62 сантиметра)
- Разрешение экрана: QVGA (240 x 320)
- Плотность: 133 пикселя на дюйм
- Количество оттенков: 256 тыс. цветов
- Дополнительные возможности: поддержка мультитач

Процессор и память:
- Broadcom BCM21553 (832 МГц) с видеоускорителем Broadcom BCM2763 VideoCore IV[1]
- Частота процессора: 832 МГц
- Объём оперативной памяти: 290 мб
- Объём постоянной памяти: 256 мб
- Поддержка карт памяти: microSD (до 32 ГБ)

Связь:
- Интерфейсы: Wi-Fi (802.11b/g/n), Bluetooth 3.0, USB 2.0
- Спутниковая навигация: GPS

Камера:
- Разрешение матрицы: 2 млн пикс., (1600 x 1200)
- Запись видео: есть (320 х 240)
- Дополнительные возможности: цифровой 2-кратный зум, определение улыбок, панорамная съёмка

Форматы:
- Аудио: MP3, AAC, AAC+, AMR, eAAC+, AMR-NB
- Видео: 3GP, H.263, H.264, MPEG-4

## Модель Galaxy Y Duos GT-S6102
Аналогичная обычному смартфону Galaxy Y версия с поддержкой двух SIM-карт, увеличенным на 100 мА·ч аккумулятором, камерой 3.2 мегапикселя и оперативной памятью (RAM) 384 мб. Диагональ экрана: 3.14 дюйма. Модель была представлена 22 декабря 2011 года.
Galaxy Y: GT-S5360 & GT-S6102 (Duos)
Galaxy Y pro (с физической QWERTY-клавиатурой): GT-B5510 & GT-B5512 (Duos)

## Тесты и обзоры
- Обзор Samsung Galaxy Y — обзор на mobile-review.com
- Обзор Samsung Galaxy Y — обзор на techweek.ru